# Franziska Pixis
Pour les articles homonymes, voir Pixis.
Franziska Pixis ou Francilla Pixis, nom de scène de Franziska Helma Göhringer (née le 15 mai 1816 à Lichtenthal, morte en 1888 en Italie) est une mezzo-soprano badoise.

## Biographie
Elle est d'abord formée au chant par le pianiste Johann Peter Pixis, qui en fait sa fille adoptive quand elle a 15 ans. Elle étudie ensuite auprès de Henriette Sontag et de Ferdinando Paër. Elle se produit d'abord en concert, mais sa voix devenant forte, on lui conseille de poursuivre une carrière sur scène. Elle apparaît pour la première fois sur scène à Londres en 1833 et à l'opéra à Karlsruhe en 1834. Son premier engagement a lieu à Munich. Elle chante ensuite à Vienne, Paris, Londres et en Italie, à l'opéra et lors de tournées de concerts avec son père adoptif. En Italie, elle fait ses débuts à la Scala de Milan en 1838 dans le rôle-titre de La Cenerentola de Rossini et chante également au Teatro San Carlo de Naples et au Teatro Massimo de Palerme. Elle crée le rôle-titre de Saffo de Giovanni Pacini, écrit pour elle, en 1840. À son retour en Allemagne, elle est encore bien accueillie. Cependant, sa petite silhouette l'empêche d'interpréter certains rôles.
Elle retourne en Allemagne, mariée au cavalier Ugo di Sant' Onofrio del Castillo, un noble sicilien, en 1843 et se retire de la scène en 1846. Leur fils, Ugo di Sant'Onofrio del Castillo (it), sera élu au Parlement italien, d'abord à la Chambre des députés de 1888 à 1913, puis au Sénat de la République.